# 基耶梅里站
凱邁里站是托尔尼亚卡尔内斯-图库姆斯铁路线上的一个火车站，位于拉脱维亚尤尔马拉的基耶梅里街区。